# クレージーだよ奇想天外
『クレージーだよ奇想天外』（クレージーだよきそうてんがい）は、1966年に制作された、東宝クレージー映画唯一の谷啓単独主演作品。「作戦シリーズ」第6作。同時上映は『アルプスの若大将』。この二本立ては、興行収入8億8,000万円、配給収入4億4,000万円と、当時の東宝の興行新記録を樹立した（観客動員数は400万人）。
主演の谷啓と同様にアメリカの喜劇映画ファンであった、脚本家の田波靖男と坪島孝監督のコンビによる作品で、SF・スラップスティック・ギャグ・社会風刺・そして人情喜劇とさまざまな要素を詰め込み、一連の植木等主演作とはかなり色合いの異なる作品に仕上がった。坪島監督が助監督時代から温めてきたプロットの一つである『天国から来た男』をもとにしている。他のクレージーのメンバーも全員出演して谷を支えており、植木は主人公・M7の上司であるα星長官と、国会に紛れ込み、自ら総理大臣を名乗る男の二役を演じている。

## ストーリー
地球より文明の発達した遊星αでは、いつまでも戦争を続ける地球人に頭を悩ませていた。落ちこぼれのM7（ミステイク・セブン）が休暇を楽しんでいると、またも地球からロケットが降ってきた。堪忍袋の緒が切れた遊星αの長官はその場に居合わせたM7に、憲法で戦争を放棄している日本へ赴いて平和活動を行うようにとの指令を出す。嫌々ながらも地球へやって来たM7は、地球人の鈴木太郎と入れ替わって任務を遂行しようとする。

## キャスト
- M7（鈴木太郎）[2]：谷啓
- 遊星α長官／正木[2]：植木等
- 磯村平吉[2]：ハナ肇
- ホントの鈴木太郎：桜井センリ
- 外科医：安田伸
- ショーの司会者：犬塚弘
- ゆかりの婚約者：石橋エータロー
- 城山和子[2]：星由里子
- 城山昭：吉田次昭
- 零八[2]（M7の監視員）：藤田まこと
- 佐々木ゆかり[2]：野川由美子
- 健太郎（ジミー健）：内田裕也
- 大口[2]：進藤英太郎
- 竹林：藤木悠
- 横田：二瓶正也
- 小花：高橋紀子
- 自衛隊中隊長：鈴木和夫
- 黒沼[2]：山茶花究
- パチンコ屋の主人：向井淳一郎
- 議長：柳谷寛
- 床次梅二郎：生方壮児
- 磯村節子：塩沢とき
- 塚田：石田茂樹
- 人相の悪い男：草川直也、桐野洋雄
- 中古車の主人：大村千吉
- 毛利：岩本弘司
- 国会の警備員：関田裕、越後憲三
- 国会の駐車場の警備員：鈴木治夫
- 大聖グループ重役：伊藤実
- テレビディレクター：渋谷英男、由起卓也
- 大口の秘書：緒方燐作
- ストリップショーの観客：大前亘
- ショーのバンドグループ：寺内タケシとブルージーンズ

※ノンクレジット出演者
- 大聖グループ重役：吉頂寺晃

## スタッフ
- 監督：坪島孝
- 製作：渡辺晋
- 製作補：五明忠人
- 脚本：田波靖男
- 音楽：萩原哲晶、広瀬健次郎
- 撮影：宇野晋作
- 美術：村木忍
- 録音：伴俊也
- 照明：小島正七
- 編集：武田うめ
- チーフ助監督：浅野正雄
- 製作担当者：山田順彦
- 監督助手：松本正志、橋本幸治、岡田文亮
- 撮影助手：鷲尾馨、小島健一郎、大村喜一、牧村寿夫
- 照明助手：金子勝治、小島真二、大野神三郎、宮下義雄、中村和夫、清松信夫、入口正平、中谷幸正
- 録音助手：関野利夫、宮内一男、若林泰雄、赤坂攻
- 美術助手：薩谷和夫、頓所修身、酒井賢
- 特殊機械：田中豊男、宮川光男
- 装飾小道具：野島秋雄、永山勝美
- ヘアーメイク：河上知子
- スチール：岩井隆志
- スプリクター：野上照代
- 整音：下永尚
- 製作係：橋本利明
- 合成：松田博
- 音響制作：東宝ダビング
- 現像：東京現像所
- 映像制作、スタジオ：東宝撮影所
- 製作・配給：東宝

## 挿入歌
「虹を渡って来た男」
作詞：田波靖男
作曲：萩原哲晶
歌：谷啓
「俺のハートは3333万3330℃」
作詞・作曲：不明
歌：内田裕也
「イヤダイヤダと云ったのに」
作詞：田波靖男
作曲：萩原哲晶
歌：谷啓
「文句節」
作詞：田波靖男
作曲：萩原哲晶
歌：植木等

## 関連作品
- 空想天国 - 本作に近い雰囲気を持つ[4]、1968年8月公開の谷啓主演作。脚本も本作同様、田波靖男が手がけているが、監督は松森健が担当した。